# Richard Sears
Richard Dudley 'Dick' Sears (ur. 16 października 1861 w Bostonie, zm. 8 kwietnia 1943 w Bostonie) – amerykański tenisista.
Został pierwszym historycznym zwycięzcą mistrzostw USA (obecnie US Open) w 1881 roku. Tytułu skutecznie bronił do 1887 roku, łącznie triumfując siedem razy.
W latach 1882–1887 Sears wygrywał również grę podwójną. Pięciokrotnie był najlepszy w parze z Jamesem Dwightem i raz z Josephem Clarkiem.
W 1955 roku Sears został włączony do międzynarodowej tenisowej galerii sławy.

## Finały w turniejach wielkoszlemowych

### Gra pojedyncza (7–0)
| Końcowy wynik | Nr | Data | Turniej                              | Nawierzchnia | Przeciwnik                 | Wynik finału       |
| ------------- | -- | ---- | ------------------------------------ | ------------ | -------------------------- | ------------------ |
| Zwycięzca     | 1. | 1881 | U.S. National Championships, Newport | Trawiasta    | William Glyn               | 6:0, 6:3, 6:2      |
| Zwycięzca     | 2. | 1882 | U.S. National Championships, Newport | Trawiasta    | Clarence Clark             | 6:1, 6:4, 6:0      |
| Zwycięzca     | 3. | 1883 | U.S. National Championships, Newport | Trawiasta    | James Dwight               | 6:2, 6:0, 9:7      |
| Zwycięzca     | 4. | 1884 | U.S. National Championships, Newport | Trawiasta    | Howard Taylor              | 6:0, 1:6, 6:0, 6:2 |
| Zwycięzca     | 5. | 1885 | U.S. National Championships, Newport | Trawiasta    | Godfrey Brinley            | 6:3, 4:6, 6:0, 6:3 |
| Zwycięzca     | 6. | 1886 | U.S. National Championships, Newport | Trawiasta    | Robert Livingston Beeckman | 4:6, 6:1, 6:3, 6:4 |
| Zwycięzca     | 7. | 1887 | U.S. National Championships, Newport | Trawiasta    | Henry Slocum               | 6:1, 6:3, 6:2      |

### Gra podwójna (6–0)
| Końcowy wynik | Nr | Data | Turniej                              | Nawierzchnia | Partner      | Przeciwnicy                             | Wynik finału            |
| ------------- | -- | ---- | ------------------------------------ | ------------ | ------------ | --------------------------------------- | ----------------------- |
| Zwycięzca     | 1. | 1882 | U.S. National Championships, Newport | Trawiasta    | James Dwight | Crawford Nightingale George Smith       | 6:2, 6:4, 6:4           |
| Zwycięzca     | 2. | 1883 | U.S. National Championships, Newport | Trawiasta    | James Dwight | Arthur Newbold Alexander Van Rensselaer | 6:0, 6:2, 6:2           |
| Zwycięzca     | 3. | 1884 | U.S. National Championships, Newport | Trawiasta    | James Dwight | Walter Berry Alexander Van Rensselaer   | 6:4, 6:1, 8:10, 6:4     |
| Zwycięzca     | 4. | 1885 | U.S. National Championships, Newport | Trawiasta    | Joseph Clark | Percy Knapp Henry Slocum                | 6:3, 6:0, 6:2           |
| Zwycięzca     | 5. | 1886 | U.S. National Championships, Newport | Trawiasta    | James Dwight | Howard Taylor Godfrey Binley            | 7:5, 5:7, 7:5, 6:4      |
| Zwycięzca     | 6. | 1887 | U.S. National Championships, Newport | Trawiasta    | James Dwight | Howard Taylor Henry Slocum              | 6:4, 3:6, 2:6, 6:3, 6:3 |